# Juli 2007
| Juli 2007 |
| Månader under 2007: Januari · Februari · Mars · April · Maj · Juni · Juli · Augusti · September · Oktober · November · December ← December 2006 · Januari 2008 → |

- Båten Alinghi vinner segeltävlingen America's Cup. (3 juli)
- Premiärlejonet Alice Timander avlider.  (3 juli)
- IOK röstar fram att Olympiska vinterspelen 2014 ska hållas i Sotji, Ryssland.[1] (4 juli)
- Världens sju nya underverk utses under en gala i Lissabon i Portugal. (7 juli)

- Live Earth-galan hålls för att skapa uppmärksamhet kring den globala uppvärmningen. (7 juli)
- Den ännu ej färdigställda skyskrapan Burj Dubai passerar Taipei 101 i storlek som världens högsta byggnad.  (21 juli)
- Sista boken i serien Harry Potter släpps på engelska Harry Potter and the Deathly Hallows (Harry Potter och dödsrelikerna).  (21 juli)

- Pratibha Patil tillträder som Indiens president. (25 juli)
- Författaren och akademiledamoten Lars Forssell avlider. (26 juli)
- Irak vinner asiatiska herrmästerskapet i fotboll. (29 juli)
- Regissören Ingmar Bergman avlider. (30 juli)

### Fotnoter
1. ↑  ”Välkommet vinter-OS i Sotji”. Sydsvenskan. 5 juli 2007. http://www.sydsvenskan.se/2007-07-05/valkommet-vinter-os-i-sotji. Läst 11 september 2016.